# Mausoleum der Familie Schossberger

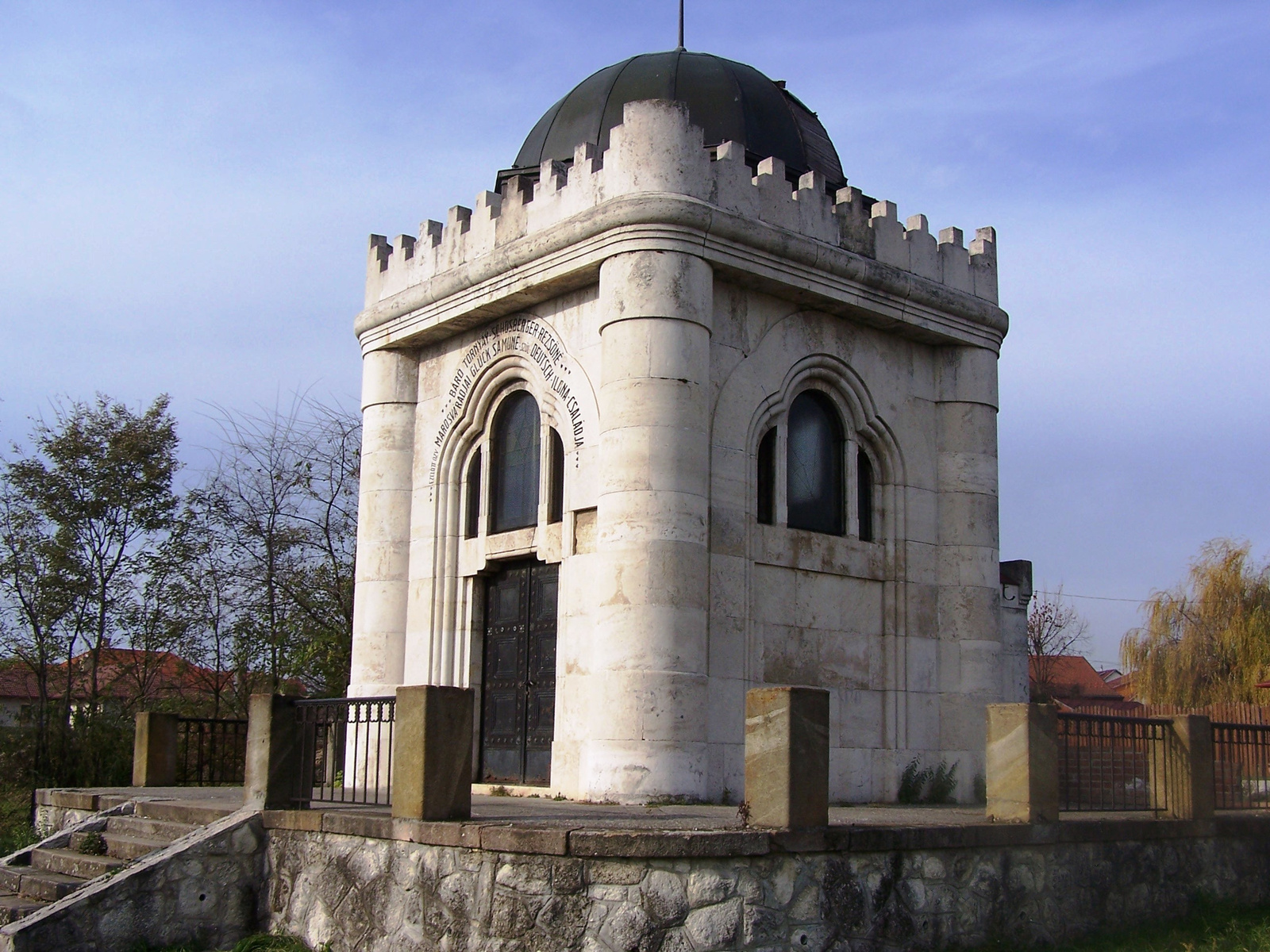
Mausoleum der Familie Schossberger

Das Mausoleum der Familie Schossberger befindet sich auf dem jüdischen Friedhof in Aszód, einer ungarischen Stadt im Komitat Pest. Das Mausoleum ist ein geschütztes Kulturdenkmal.
Das Jugendstil-Bauwerk, das für die Familie Schossberger erbaut wurde, wird dem berühmten Architekten Miklós Ybl zugeschrieben, der auch das Schloss in Tura für Sigmund von Schossberger errichtete. 